# 叶えたい夢がある 〜4EVER BOYZ AND GIRLZ SPIRIT〜
「叶えたい夢がある 〜4EVER BOYZ AND GIRLZ SPIRIT〜」（かなえたいゆめがある・フォーエバー ボーイズ アンド ガールズ スピリット）は、High Speed Boyzの3枚目のシングル。2009年12月9日にfreedom recordsから発売された。

## 概要
発売を記念して、本作にちなんだ「叶えたい夢がある」プロジェクトが行われた。

## 収録曲
1. 叶えたい夢がある 〜4EVER BOYZ AND GIRLZ SPIRIT〜 [3:22]
2. CRASH CRASH [3:42]
3. LONELY NIGHT -FM80'z all night Boyz RMX- [5:06]

## 収録アルバム
1. 叶えたい夢がある 〜4EVER BOYZ AND GIRLZ SPIRIT〜
  - 『are u docono Softpunk!?』（アルバムバージョンでの収録）
2. CRASH CRASH
  - 『are u docono Softpunk!?』（同上、「KRASH KRASH」表記）
3. LONELY NIGHT -FM80'z all night Boyz RMX-
  - 『are u docono Softpunk!?』